# 1718 în literatură
Anul 1718 în literatură a implicat o serie de evenimente și cărți noi semnificative.  